# 皎道镇区
皎道鎮區，另译皎都镇区，為緬甸若開邦妙烏縣的鎮區。2014年人口173,100人，區域面積1,703.3平方公里。皎道為該鎮區首府。
《郑和航海图》称为龟头山。